# Kostjantyn Olschanskyj (Schiff)

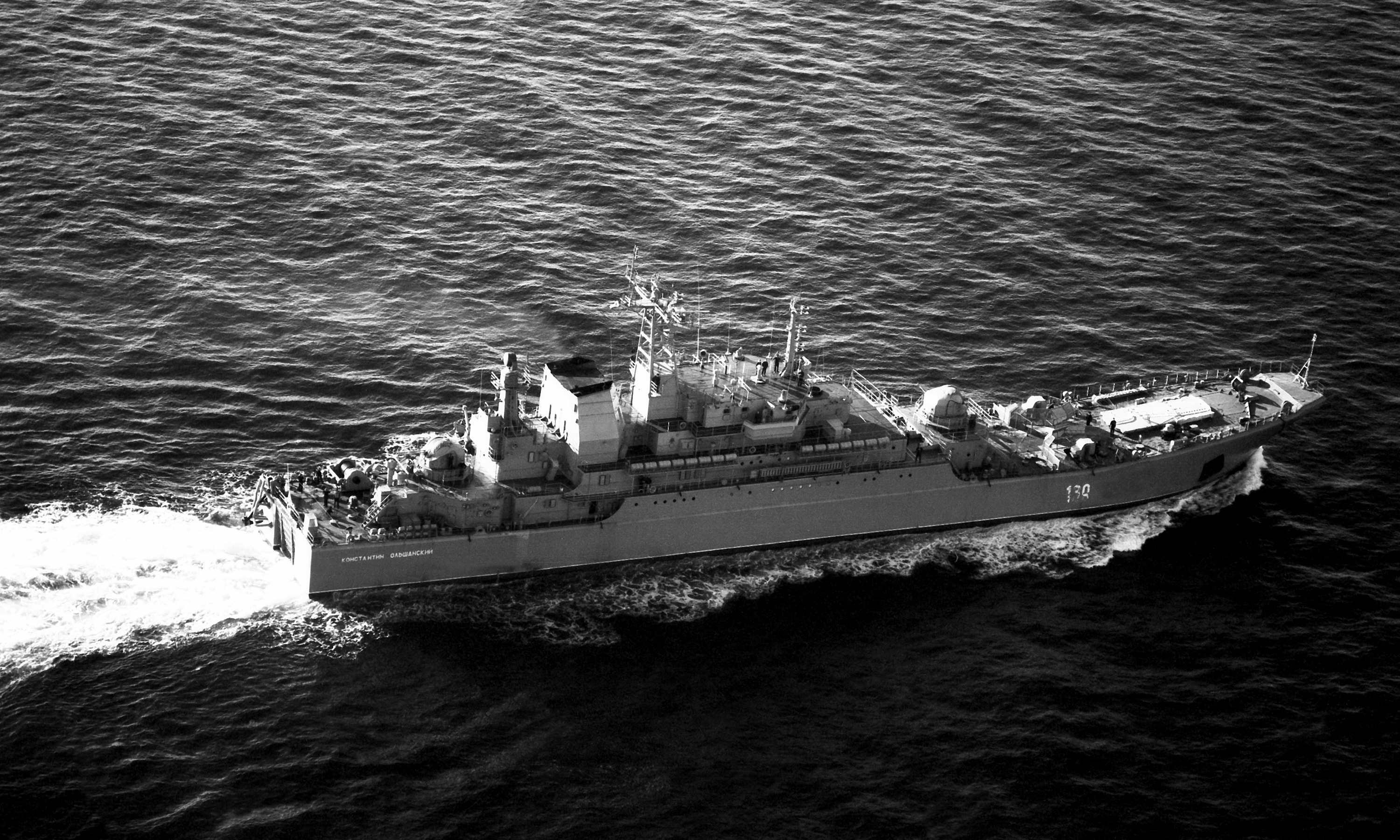
Die Kostjantyn Olschanskyj 1990

Die Kostjantyn Olschanskyj (ukrainisch Костянтин Ольшанський, Kennung: U402) ist ein großes Landungsschiff (Landing Ship, Tank – LST) des Projekts 775. Ihr Heimathafen ist die Marinebasis in Nowooserne auf der Halbinsel Krim am Schwarzen Meer.
Benannt ist die Kostjantyn Olschanskyj nach dem Helden der Sowjetunion Konstantin Fjodorowitsch Olschanski.

## Technik
Für ausführliche Angaben siehe den Artikel zur Schiffsklasse: Projekt 775

## Geschichte

### Dienstzeit
- 1985–1991  Sowjetunion
- 1991–1996  Russland
- 1996–2014  Ukraine
- seit 2014  Russland

### Bau
Das Schiff wurde 1985 auf der polnischen Werft Stocznia Północna in Danzig gebaut.

### In der Schwarzmeerflotte
Von 1985 bis 1991 gehörte das Schiff als BDK-56 der Schwarzmeerflotte der sowjetischen Marine an. 1991 wurde es als Konstantin Olschanski in die Schwarzmeerflotte der russischen Marine übernommen. Dort diente es bis zur Neuaufteilung der Einheiten der ehemaligen sowjetischen Schwarzmeerflotte 1996, als es an die ukrainische Schwarzmeerflotte übergeben wurde.
Zum Jahreswechsel 1993–1994 evakuierte die Konstantin Olschanski mehr als 4000 Flüchtlinge aus dem Gebiet des georgisch-abchasischen Konflikts, von denen sich viele, unter anderem durch Schusswunden, in einem kritischen Gesundheitszustand befanden. Während der Evakuierung musste sich das Schiff gegen einen Angriff abchasischer Paramilitärs mit bewaffneten Booten verteidigen.

### In der ukrainischen Marine –Kostjantyn Olschanskyj

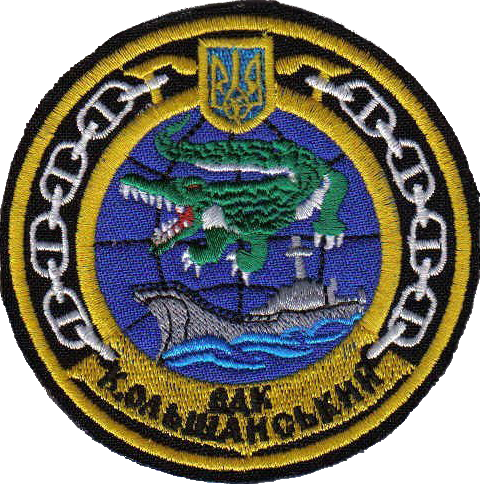
Uniformaufnäher der Besatzung

Am 27. März 1996 wurde das Schiff offiziell Teil der Seestreitkräfte der Ukraine. Es behielt seinen Namen, nun in ukrainischer Schreibweise.
Vom 28. August bis zum 18. Oktober 1996 besuchte es zusammen mit der Fregatte Hetman Sahaidatschnyj Norfolk in den Vereinigten Staaten. Während der Überfahrt nahm es zusammen mit anderen ukrainischen Schiffen sowie Einheiten der US Navy, der griechischen, der türkischen und italienischen Marine an Übungen im Mittelmeer teil.
Ab dem 22. März 2011 nahm das Schiff am ersten echten Kampfeinsatz der Seestreitkräfte der Ukraine teil. Die Kostjantyn Olschanskyj evakuierte während des internationalen Militäreinsatzes in Libyen in Tripolis 193 Menschen aus dem libyschen Bürgerkriegsgebiet, von denen 79 am 4. April 2011 in Malta abgesetzt wurden. Am 11. April kam das Schiff mit den restlichen Flüchtlingen aus der Ukraine und den GUS-Staaten im Heimathafen in Sewastopol an.
Im Juli 2012 nahm es in Odessa zusammen mit der U.S. Navy an der gemeinsamen Übung Sea Breeze 2012 teil.

### Annexion der Krim durch Russland
Im Zuge der völkerrechtswidrigen Annexion der Krim durch Russland im März 2014 verschafften sich russische Truppen Zugang zum ukrainischen Marinestützpunkt bei Nowooserne und blockierten die Zufahrt zum Meer durch Selbstversenkung des Kreuzers Otschakow und anderer Schiffe. Die meisten ukrainischen Schiffe im Hafen wurden gestürmt oder ihre Mannschaft zum Überlaufen aufgefordert. Die Kostjantyn Olschanskyj und zwei Minensucher verließen daraufhin ihren Liegeplatz und entzogen sich dem russischen Zugriff. Ohne die Möglichkeit, ins Schwarze Meer zu laufen, ließ Kommandant Dmytro Kowalenko das Schiff in der Mitte des Donuslaw-Sees verankern. Am 24. März 2014 wurde das Schiff von russischen Truppen gestürmt. Russland begann im Sommer 2014 damit, Kriegsschiffe und anderes Wehrmaterial an die Ukraine zurückzugeben, doch wurde dies mit dem Russisch-Ukrainischen Krieg gestoppt. Mit Stand vom 6. Juli 2015 war die Kostjantyn Olschanskyj immer noch unter russischer Kontrolle.
Am 26. März 2024 meldete die Ukraine, Kostjantyn Olschanskyj mit einem Seezielflugkörper vom Typ Neptun getroffen zu haben.